# Gara Ațel
Gara Ațel este o stație de cale ferată care deservește comuna Ațel, județul Sibiu, România.